# Лешно (Варшавський-Західний повіт)
Лешно (пол. Leszno) — село в Польщі, у гміні Лешно Варшавського-Західного повіту Мазовецького воєводства.
Населення — 3970 осіб (2011).
У 1975-1998 роках село належало до Варшавського воєводства.

## Демографія
Демографічна структура станом на 31 березня 2011 року:
|          | Загалом | Допрацездатний вік | Працездатний вік | Постпрацездатний вік |
| -------- | ------- | ------------------ | ---------------- | -------------------- |
| Чоловіки | 1903    | 446                | 1271             | 186                  |
| Жінки    | 2067    | 374                | 1275             | 418                  |
| Разом    | 3970    | 820                | 2546             | 604                  |